# 小行星5316
小行星5316（5316 Filatov）是一颗绕太阳运转的小行星，为主小行星带小行星。该小行星于1982年10月21日发现。

## 轨道参数
小行星5316的轨道半长轴为3.1585014 UA，离心率为0.024。